# ラポ・エルカン
ラポ・エルカーン（ラポ・エドワルド・エルカーン、Lapo Edovard Elkann、1977年10月7日-）は、イタリアの自動車会社、フィアット社の元会長の孫で、ファッションブランド「イタリア・インディペンデント」の会長。

## プロフィール

### 生い立ち
1977年にアメリカのニューヨークで、作家のアラン・エルカーンとジャンニ・アニェッリ元フィアットグループ会長の娘のマルゲリータの次男として生まれる。イギリスの大学卒業後の2001年より、祖父の友人のヘンリー・キッシンジャー元アメリカ国務長官の個人秘書となる。

### フィアット入社

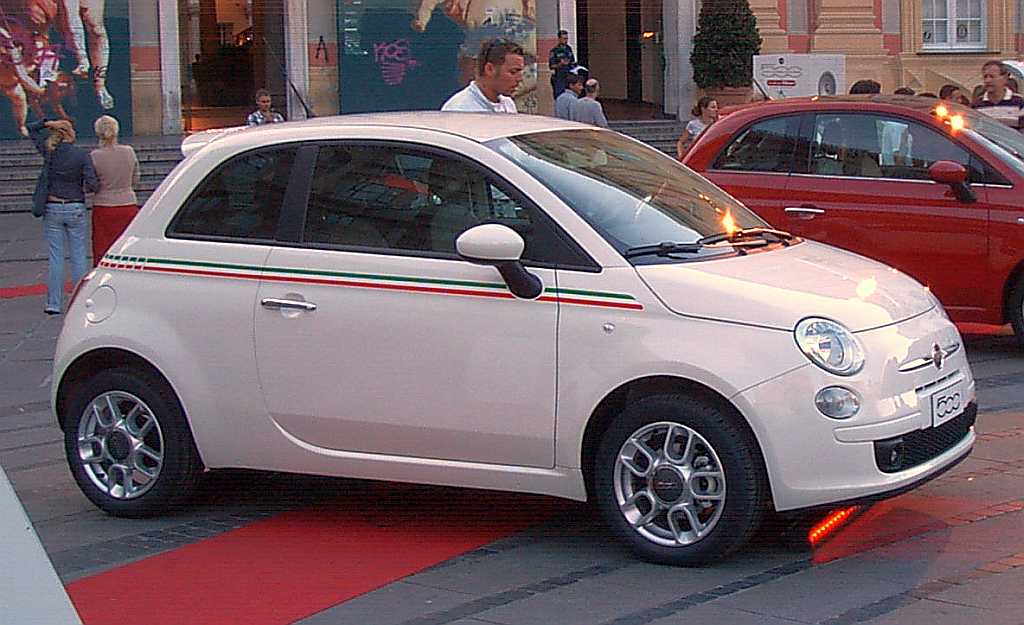
500

その後ピアッジョに入社し、2004年5月30日に、ジャンニの弟で、ジャンニを継いで会長を務めていたウンベルトが亡くなったことを受けて、フィアットに入社し、同年9月に20代でフィアットの国際ブランドマーケティング部長に就任した。
同時に会長に就任したルカ・ディ・モンテゼーモロの下で、実兄で副会長に就任したジョンとともに、近年業績が低迷していたフィアットを立て直すべく奮闘し、FIAT500（チンクエチェント）を復活させるなど、フィアットブランドの建て直しの中心を担った。
その結果、同社は2006年度に黒字に転換するなど見事に業績が回復し、そのマーケティング手腕が高い評価を受けた。

### イタリア インディペンデント創立
その後2007年にフィアットを退社し、ファッションブランド、「イタリア・インディペンデント」を創立した。なお同社は様々なブランドとのコラボレーションを行っており、コラボレーターは、カール・ラガーフェルド、ウブロ、ディーゼル、アルファロメオ、アルファンゴ、スメッグ、アディダス等、枚挙に遑がなく、シーズン毎に新たなコラボレーションを発表している。
ブランドながらセレクトショップの様な試みが常に話題となり、設立から数年にして一流ブランドの仲間入りを果たした。ITALIA INDEPENDENT GROUPは、2012年6月にミラノ市場にて上場するも、ラポ・エルカーンが47%（2015年4月時点）の株式を保有しオーナーとなると同時に、様々な形で同社をけん引している。

### ファッションアイコン
抜群なファッションセンスと家柄が相まって、イタリア国内だけでなく世界各国のファッション雑誌の表紙を飾り、ファッションアイコンやセレブリティとしての地位を確立している。またそのダイナミックかつ型破りな行動も高く注目されている。ラルフローレン、トム・フォード、ジョルジョ・アルマーニなどと並び、世界トップファッショニスタの一人と称されている。

### フェラーリとの関係
フィアットの主要子会社の1つであるフェラーリとの関係も深く、内装をデニムにした599フィオラノとカリフォルニア、カモフラージュ外装の458 イタリアを愛用しているほか、2011年にはフェラーリの「次期社長候補」と各種メディアに取り上げられた。
また、同年に発表されたフェラーリのフルオーダーメイド・サービス「フェラーリ・テーラーメイド」導入の際には、アドバイザーであると発表されたほか、各国のグランプリ会場に現れるなど、「次期社長候補」の噂を裏付けるように近年はその関係を強化している。

## エピソード

### 日本好き
大の日本好き、日本文化に憧れをもっていることを公言しており、複数の来日経験がある他、日本語のタトゥーを左腕に入れている。さらに、2011年に起きた東日本大震災への義捐金寄付を目的にしたサングラスも企画、販売している。

### ユヴェントス
祖父のジャンニ・アニェッリがオーナーを務めるなど、一族とつながりの深いセリエAチーム「ユヴェントス」の大ファンであり、度々マスコミ上でコメントを行っている。また自身のブランド「イタリア インディペンデント」ではユヴェントスが優勝する度に記念モデルを販売している。

### GUCCI
FIAT500にグッチとのコラボレーションラインを設定するなど、関係は深い。
2014年にはグッチにラポの名前を冠したオーダーメイドコレクション「lapo's wardrobe collection」がラインナップされた。